# Esmeralda (Santa Fe)
Esmeralda es una localidad argentina ubicada en el departamento Castellanos de la provincia de Santa Fe. Se encuentra sobre la ruta provincial 20, 22 km al Sudeste de San Francisco.
La colonia y el pueblo fueron fundados en 1889 por Rafael Escriña, sobre terrenos pertenecientes a Nicanor G. del Solar, Marcos Paz, Zenón Pereyra, Desiderio Rosas y Manuel Díaz. Dos años más tarde se inauguró la estación del ferrocarril Belgrano, y en 1909 se habilitó la estación. El nombre lo puso el fundador en homenaje a su hija Esmeralda. El acceso asfaltado hasta la Ruta 19 fue inaugurado en 1977.

## Población
Cuenta con 846 habitantes (Indec, 2010), lo que representa un incremento frente a los 711 habitantes (Indec, 2001) del censo anterior.
| Gráfica de evolución demográfica de Esmeralda entre 1991 y 2010 |
|                                                                 |
| Fuente: Censos nacionales del INDEC                             |

## Personalidades destacadas
- Enzo Trossero, jugador de fútbol de Colón, Independiente, Estudiantes de La Plata y equipos de México, Francia y Suiza.
- Facundo Masuero, arquero. Jugador de Arsenal de Sarandí